# The Immaculate Collection
The Immaculate Collection este primul "best of" al cântăreței americane Madonna, lansat pe 13 noiembrie 1990 de Sire Records. Albumul conține cele mai mari hituri ale ei din 1983 până în 1990, plus două noi trackuri, "Justify My Love" și "Rescue Me". Este cel mai bine vândut album al Madonnei în Statele Unite ale Americii (11 milioane de copii vândute) și cel mai bine vândut album al ei în toată lumea, cu 30 de milioane de copii vândute. În Marea Britanie compilația s-a vândut în 3.9 milioane de exemplare, devenind astfel cea mai de succes artistă a tuturor timpurilor în topul albumelor.

## Istoria albumului
Madonna a dedicat albumul "Papei, divina mea inspirație". Această afirmație i-a făcut pe mulți să creadă că se referă la Papa Ioan Paul al II-lea, dar îi era dedicat de fapt fratelui ei, Christopher Ciccone, care a petrecut anul în turneu cu ea ("Papa" este o poreclă de-a lui). 
S-a decis ca un mix de balade și hituri pop-dance să fie incluse, cu toate că nu a fost loc pentru toate melodiile lansate de artistă; cele mai notabile hituri absente sunt: "Angel", "Dress You Up", "True Blue", "Who's That Girl", 
"Causing a Commotion", "Oh Father", "Keep It Together" și "Hanky Panky".
"Justify My Love" a fost primul single care a promovat albumul. Poeta Ingrid Chavez a declarat că a scris o parte din versuri, alături de Lenny Kravitz. Melodia a ajuns #1 în S.U.A. și #2 în Marea Britanie. Al doilea single, "Rescue Me", lansat la începutul anului 1991, a devenit de asemenea un hit Top10.
Mulți fani au scos în evidență numeroasele hituri care lipseau, așa că Warner Bros. a lansat un EP în Europa și Marea Britanie, intitulat "The Holiday Collection", care avea același design ca The Immaculate Collection. "Holiday", alături de "True Blue", "Who's That Girl" și "Causing a Commotion" au fost incluse. Relansarea melodiei "Holiday" a ajuns pe locul #5 în UK, la fel ca și relansarea baladei "Crazy for You".
La sfârșitul anilor '90, după mai mult de 20 de milioane de copii vândute, Cartea Recordurilor a declarat că The Immaculate Collection este cea mai vândută compilație, lansată vreodată de o artistă și a fost inclusă în unele liste de genul "albumele mileniului". În 2003, albumul a fost clasat pe locul #278 în topul Rolling Stone, "Cele mai bune albume ale tuturor timpurilor". În noiembrie 2006 album a fost confirmat de "British Phonographic Industry", ca fiind cel mai bine vândut album al unei artiste în istoria britanică, și al zecelea ca vânzări, de orice artist.
Decizia Madonnei de a include variante ușor remixate ale pieselor în locul variantelor originale a fost criticată de mai mulți, cel mai puțin apreciat fiind remixul realizat pentru „Like a Prayer”.

## Recenzii
NME l-a numit ca fiind unul din cele mai bune albume pop.

## Premii și recunoașteri
| Anul | Ceremonia | Premiul                         | Rezultatul |
| ---- | --------- | ------------------------------- | ---------- |
| 2009 | out.com   | The 100 Greatest, Gayest Albums | Locul 10   |

## Track listing
| #   | Title | Time |
| --- | --- | ---- |
| 1.  | "Holiday" [1990 Q-Sound Mix] de pe albumul Madonna Compozitor(i): Curtis Hudson, Lisa Stevens Producător(i): John "Jellybean" Benitez                            | 4:04 |
| 2.  | "Lucky Star" [1990 Q-Sound Mix] de pe albumulMadonna Compozitor(i): Madonna Producător(i): Reggie Lucas                                                          | 3:36 |
| 3.  | "Borderline" [1990 Q-Sound Mix] de pe albumul Madonna Compozitor(i): Reggie Lucas Producător(i): Reggie Lucas                                                    | 3:59 |
| 4.  | "Like a Virgin" [1990 Q-Sound Mix] de pe albumul Like a Virgin Compozitor(i): Billy Steinberg, Tom Kelly Producător(i): Nile Rodgers                             | 3:11 |
| 5.  | "Material Girl" [1990 Q-Sound Mix] de pe albumul Like a Virgin Compozitor(i): Peter Brown, Robert Rans Producător(i): Nile Rodgers                               | 3:53 |
| 6.  | "Crazy for You" [1990 Q-Sound Mix] de pe albumulVision Quest OST Compozitor(i): John Bettis, Jon Lind Producător(i): John "Jellybean" Benitez                    | 3:44 |
| 7.  | "Into the Groove" [1990 Q-Sound Mix] de pe albumulLike a Virgin Compozitor(i): Madonna, Steve Bray Producător(i): Madonna and Stephen Bray                       | 4:08 |
| 8.  | "Live to Tell" [1990 Q-Sound Mix] de pe albumulTrue Blue Compozitor(i): Madonna, Patrick Leonard Producător(i): Madonna and Patrick Leonard                      | 5:16 |
| 9.  | "Papa Don't Preach" [1990 Q-Sound Mix] de pe albumul True Blue Compozitor(i): Brian Elliot, additional lyrics by Madonna Producător(i): Madonna and Stephen Bray | 4:09 |
| 10. | "Open Your Heart" [1990 Q-Sound Mix] de pe albumulTrue Blue Compozitor(i): Madonna, Gardner Cole, Peter Rafelson Producător(i): Madonna and Patrick Leonard      | 3:49 |
| 11. | "La Isla Bonita" [1990 Q-Sound Mix] de pe albumulTrue Blue Compozitor(i): Madonna, Patrick Leonard, Bruce Gaitsch Producator(i): Madonna and Patrick Leonard     | 3:48 |
| 12. | ""Like a Prayer" [1990 Q-Sound Mix] de pe albumul Like a Prayer Compozitor(i): Madonna, Patrick Leonard Producător(i): Madonna and Patrick Leonard               | 5:49 |
| 13. | "Express Yourself" [1990 Q-Sound Mix] de pe albumul Like a Prayer Compozitor(i): Madonna, Stephen Bray Producător(i): Madonna and Stephen Bray                   | 4:02 |
| 14. | "Cherish" [1990 Q-Sound Mix] de pe albumulLike a Prayer Compozitor(i): Madonna, Patrick Leonard Producător(i): Madonna and Patrick Leonard                       | 3:52 |
| 15. | "Vogue" [1990 Q-Sound Mix] de pe albumulI'm Breathless Compozitor(i): Madonna, Shep Pettibone Producător(i): Madonna and Shep Pettibone                          | 5:17 |
| 16. | "Justify My Love" Compozitor(i): Lenny Kravitz, Ingrid Chavez, Madonna Producător(i): Lenny Kravitz and André Betts                                              | 5:00 |
| 17. | "Rescue Me" Compozitor(i): Madonna, Shep Pettibone Producător(i):Madonna and Shep Pettibone                                                                      | 5:31 |

## Singles
De pe acest album, Madonna a lansat patru melodii.
| #  | Title                        | Date              |
| -- | ---------------------------- | ----------------- |
| 1. | "Justify My Love"            | 6 noiembrie 1990  |
| 2. | "Rescue Me"                  | 26 februarie 1991 |
| 3. | "Crazy for You (Remix)" (UK) | 18 februarie 1991 |
| 4. | "Holiday (re-release)" (UK)  | 4 iunie 1991      |

## Topuri
The Immaculate Collection a fost inclus BMG Music Club în lista celor mai vândute albume în S.U.A. pe locul #10. Pe 12 martie, 2006 albumul a reintrat în topul UK la mai mult de 15 ani după lansare, pe locul #38 (a ajuns #1 când a fost lansat original, în 1990). Albumul promovat atunci, Confessions on a Dance Floor era și el în Top20, pe locul #13. Albumul a stabilit un record în Irlanda; în 2006, albumul s-a reîntors în topul oficial al albumelor în această țară, intrând pe locul #21, având o poziție mai mare decât "Confessions on a Dance Floor", care era pe locul #95.

## Vânzări
| Țara      | Poziția | Certificații | Vânzări     |
| --------- | ------- | ------------ | ----------- |
| Argentina |         | 6x Platină   | 240,000+    |
| Australia |         | 11x Platină  | 770,000+    |
| Austria   | 6       | Platină      | 20,000+     |
| Brazilia  |         | 2x Platină   | 500,000+    |
| Canada    |         | 7x Platină   | 700,000+    |
| Danemarca | 4       | Platină      | 40,000+     |
| Finlanda  | 6       | 2x Platină   | 92,500+     |
| Franța    |         | Diamant      | 1,000,000+  |
| Germania  | 10      | 3x Aur       | 750,000+    |
| Suedia    | 8       | Aur          | 50,000+     |
| U.K.      | 1       | 12x Platină  | 3,600,000+  |
| U.S.A.    | 2       | Diamant      | 10,000,000+ |